# Always on My Mind
«Always on My Mind» (с англ. — «Всегда в моих мыслях») — песня в стиле кантри, написанная в конце 1971 года Джонни Кристофером, Марком Джеймсом и Уэйном Карсоном. Впервые её выпустила 28 марта 1972 года Гвен МакКрей (как «You Were Always on My Mind» — «Ты всегда был в моих мыслях»), позднее в том же году она была перезаписана Брендой Ли, а также Элвисом Пресли. Впоследствии она также стала популярной в исполнении Вилли Нельсона (1982). В 1987 году свою версию записала британская поп-группа Pet Shop Boys в рамках мероприятий MTV, посвящённых десятилетию со дня смерти Пресли. В 2000 году Карел Готт записал немецкую версию песни под названием «Du Bist Alles Was Ich Will», вошедшую в альбом Für immer jung. В 2012 году он исполнил версию на чешском языке — «S tebou vždycky přijde máj».
Изначально композиция представляла собой лирическую балладу, в которой протагонист признаёт, что не всегда делал то, что должен был делать, чтобы выразить признательность своей даме, и сожалеет об этом, но в итоге он хочет, чтобы она знала, что он всегда думал о ней.

## История создания и первые исполнители
Работа над песней длилась около года и закончилась осенью 1971 года. Начало было положено гитаристом и автором песен Уэйном Карсоном. Он составил два первых куплета, после чего работа над треком зашла в тупик. Несмотря на то, что в дальнейшем Карсон категорически отрицал какой-либо автобиографический контекст, бытовало мнение, что поводом к её написанию послужил конкретный жизненный эпизод. Пребывая в служебной поездке в Мемфисе, он был вынужден задержаться там ещё на 10 дней и позвонил своей жене в Спрингфилд, чтобы сообщить об этом. Она очень рассердилась и Карсон постарался успокоить её словами: «Ну, я знаю, что я часто отсутствовал дома, но я всё время думал о тебе». Ещё по ходу этой беседы его осенила мысль, что сложившаяся ситуация была неплохой идеей для песни, и он постарался поскорее завершить разговор, чтобы сверстать набросок. Спустя несколько дней он показал свои наработки Чипсу Моману, владельцу мемфисской звукозаписывающей студии American Sound Studio, где Карсон работал в тот момент. Чипс сразу увидел определённый потенциал, но посетовал на отсутствие достойного бриджа и в итоге заготовка была отложена до лучших времён. Спустя время, когда Карсон вновь записывался в Мемфисе, Моман пожаловался на нехватку материала и посоветовал вернуться к незаконченной песне. Поднявшись в офис студии, Карсон принялся размышлять над недостающим бриджем. Очередной раз запутавшись, он позвал на помощь находившегося неподалёку коллегу Джонни Кристофера, в соавторстве с которым они ранее написали хит 1970 года «No Love at All». Спустя час бесплодных усилий в студии появился Марк Джеймс, которому они продемонстрировали имевшееся и поделились своими трудностями. Тот сказал, что если им нужно что-то добавить к песне, пусть это будет что-то совсем простое, вроде «Не дай своей любви умереть». Тогда Карсон попросил Джеймса сесть за фортепиано и напеть свой вариант бриджа. Таким образом они втроём доработали песню всего за три минуты. После чего они спустились в студию, где проходила репетиция музыкантов с Меррили Раш, с которыми песня была впервые записана тем же вечером. Вокальные партии исполнил сам Карсон.
Он предполагал, что эта работа сможет укрепить его репутацию не только автора песен, но и как сольного исполнителя. У него был подписан контракт с лейблом Фреда Фостера Monument Records, на встречу с которым он вместе с Моманом отправился на следующий же день после записи. Однако прилетев в Нашвилл и встретившись с Фостером, он получил резко негативный отзыв последнего о записи. Вернувшись ни с чем, они начали предлагать её другим артистам, которые сразу оценили её по достоинству. Ред Уэст позаботился о том, чтобы Элвис Пресли получил копию, и она настолько идеально соответствовала тому, что Элвис хотел сказать своей жене Присцилле, когда их брак распадался, что он немедленно записал её.
Однако первой в чарты песня попала в исполнении американской певицы Бренды Ли. Сингл появился в продаже в начале июля 1972 года на лейбле Decca Records. Обозреватели профессиональных музыкальных изданий поздравили её с новым хитом, высоко оценив вокальное мастерство, и пожелали ей успехов на поприще кантри-музыки (до сих пор исполнительница была известна в области популярной музыки). 8 июля трек дебютировал в кантри-хит-параде Америки, а 2 сентября 1972 года смог подняться на 45-ю строку, в общей сложности пробыв в этом рейтинге 10 недель.

## Версия Элвиса Пресли
Пресли записал песню 29 марта 1972 года в голливудской студии, во время съёмок документального фильма «Элвис на гастролях», через несколько недель после его февральского расставания со своей женой Присциллой. Песня вышла на обратной стороне сингла «Separate Ways» в ноябре 1972 года и заняла 16-е место в кантри-хит-параде журнала «Билборд». В Великобритании песня была выпущена на заглавной стороне сингла и достигла 9-го места в хит-параде. Несмотря на относительный успех песни, Пресли не включал её в свои концертные программы.
В 2016 году в рамках альбома The Wonder of You была выпущена оркестровая версия песни.

### Список композиций
| №  | Название        | Длительность |
| -- | --------------- | ------------ |
| 1. | «Separate Ways» | 2:36         |

| №  | Название            | Длительность |
| -- | ------------------- | ------------ |
| 1. | «Always on My Mind» | 3:37         |

### Позиции в хит-парадах
Еженедельные чарты:
| Год       | Чарт                              | Высшая позиция | Пребывание |
| --------- | --------------------------------- | -------------- | ---------- |
| 1972-1973 | Бельгия/Валлония (Ultratop 50)    | 10             | 14 недель  |
| 1972-1973 | Великобритания (UK Albums Chart)  | 9              | 22 недели  |
| 1972-1973 | Ирландия (IRMA)                   | 9              | 6 недель   |
| 1972-1973 | Канада (RPM Country 100)          | 4              | 8 недель   |
| 1972-1973 | США (Billboard Hot Country Songs) | 16             | 12 недель  |
| 1972-1973 | США (Cash Box US Country Singles) | 30             | нет данных |
|           |                                   |                |            |
| 1997      | Бельгия/Фландрия (Ultratop 50)    | 49             | 1 неделя   |
| 1997      | Нидерланды (Dutch Top 40)         | 15             | 6 недель   |
| 1997      | Нидерланды (Single Top 100)       | 17             | 10 недель  |
|           |                                   |                |            |
| 1999      | Франция (SNEP)                    | 56             | 6 недель   |
|           |                                   |                |            |
| 2007      | Нидерланды (Single Top 100)       | 65             | 2 недели   |
| 2007      | Швейцария (Schweizer Hitparade)   | 39             | 2 недели   |

### Сертификации
| Регион                                                                      | Сертификация | Продажи |
| --------------------------------------------------------------------------- | ------------ | ------- |
| Великобритания (BPI)                                                        | Золотой      | 400 000 |
| Данные о продажах + прослушиваниях приведены только на основе сертификации. |              |         |

## Версия Pet Shop Boys

### Обзор
В 1987 году на шоу MTV «Love Me Tender», посвящённом десятилетию со дня смерти Элвиса Пресли, Pet Shop Boys выступили с песней «Always on My Mind», изначально записанной Пресли в 1972 году. Их выступление было очень успешным, что побудило дуэт выпустить песню синглом. В ноябре 1987 года это было сделано, а через две недели сингл достиг 1-го места в британском хит-параде, на вершине которого он продержался 4 недели. В американском хит-параде сингл достиг 4-го места, стал пятым и последним синглом Pet Shop Boys, попавшим в его верхнюю десятку.
В 2004 году газета The Daily Telegraph опубликовала список 50 величайших кавер-версий за всю историю. «Always on My Mind» в исполнении Pet Shop Boys заняла в этом списке вторую строчку. В октябре 2014 года по результатам общественного опроса, проведённого BBC, песня была признана лучшей кавер-версией всех времён.

### Список композиций

#### 7" Parlophone / R 6171 (UK)
1. «Always on My Mind» (3:56)
2. «Do I Have To?» (5:14)

#### 12" Parlophone / 12R 6171 (UK)
1. «Always on My Mind» (Extended Dance Mix) (8:10)
2. «Do I Have To?» (5:14)
3. «Always on My Mind» (3:56)

- с аналогичным трек-листом на CD (CDR 6171)

#### 12" Parlophone / 20 2321 6 (UK)
1. «Always on My Mind» (Remix) (5:55)
2. «Do I Have To?» (5:14)
3. «Always on My Mind» (Dub) (2:03)

### Позиции в хит-парадах и коммерческие показатели
| Чарт (1987–1988)                            | Высшая позиция | Пребывание |
| ------------------------------------------- | -------------- | ---------- |
| Австралия (Kent Music Report)               | 10             | нет данных |
| Австралия (ARIA)                            | 28             | 6 недель   |
| Австрия (Ö3 Austria Top 40)                 | 2              | 18 недель  |
| Бельгия/Фландрия (Ultratop 50)              | 2              | 11 недель  |
| Великобритания (UK Albums Chart)            | 1              | 14 недель  |
| Дания (Tracklisten)                         | 2              | нет данных |
| Европейский союз (European Hot 100 Singles) | 1              | нет данных |
| Ирландия (IRMA)                             | 2              | 5 недель   |
| Исландия (Íslenski Listinn Topp 10)         | 2              | нет данных |
| Испания (PROMUSICAE)                        | 1              | нет данных |
| Италия (Musica e dischi)                    | 8              | 11 недель  |
| Канада (RPM Singles Chart)                  | 1              | 20 недель  |
| Канада (The Record Singles Chart)           | 1              | нет данных |
| Нидерланды (Dutch Top 40)                   | 3              | нет данных |
| Нидерланды (Single Top 100)                 | 5              | 13 недель  |
| Новая Зеландия (Recorded Music NZ)          | 8              | 11 недель  |
| Норвегия (VG-lista)                         | 3              | 11 недель  |
| США (Billboard Hot 100)                     | 4              | 15 недель  |
| США (Billboard Dance Club Songs)            | 8              | 9 недель   |
| США (Billboard Hot Dance Music)             | 12             | 10 недель  |
| США (Cashbox Top 100 Singles)               | 7              | 14 недель  |
| Финляндия (Suomen virallinen lista)         | 1              | нет данных |
| Франция (SNEP)                              | 22             | 12 недель  |
| ФРГ (GfK)                                   | 1              | 20 недель  |
| Швейцария (Schweizer Hitparade)             | 1              | 18 недель  |
| Швеция (Sverigetopplistan)                  | 1              | 7 недель   |
| ЮАР (Springbok Radio)                       | 3              | 29 недель  |

| Год  | Чарт                                        | Позиция |  |
| ---- | ------------------------------------------- | ------- |  |
| 1987 | Великобритания (Gallup Year End Chart)      | 14      |  |
|      |                                             |         |  |
| 1988 | Австралия (ARIA)                            | 35      |  |
| 1988 | Австрия (Hitradio Ö3 Jahreshitparade)       | 13      |  |
| 1988 | Бельгия/Фландрия (BEA Jaaroverzichten)      | 29      |  |
| 1988 | Европейский союз (1988 Year End Eurocharts) | 12      |  |
| 1988 | Канада (RPM Year-End)                       | 15      |  |
| 1988 | Нидерланды (Top 40 Jaaroverzicht van 1988)  | 62      |  |
| 1988 | Нидерланды (MegaCharts Jaaroverzichten)     | 88      |  |
| 1988 | США (Billboard Top Popular Singles)         | 80      |  |
| 1988 | ФРГ (Top 100 Single-Jahrescharts)           | 4       |  |
| 1988 | Швейцария (Schweizer Jahreshitparade 1988)  | 15      |  |
| 1988 | ЮАР (Springbok Radio)                       | 11      |  |

| Регион                                                      | Сертификация | Продажи  |
| ----------------------------------------------------------- | ------------ | -------- |
| Великобритания (BPI)                                        | Золотой      | 500 000^ |
| Германия (BVMI)                                             | Золотой      | 250 000^ |
| Канада (Music Canada)                                       | Золотой      | 50 000^  |
| Сингапур                                                    | —            | 20 000   |
| США                                                         | —            | 270 000  |
| ^ Данные о тиражах приведены только на основе сертификации. |              |          |